# Brug 268
Brug 268 was een brug in Amsterdam-Centrum. De brug verbond de Piet Heinkade met de Oostelijke Handelskade en overspande de Binnenhaven.

## Geschiedenis
Een eerste brug werd aangelegd rond 1878, toen bij de Oosterdijk de Oostelijke Handelskade werd aangelegd. De toenmalige draaibrug lag circa 100 meter vanaf de westelijke kop van die kade. Draaibruggen gaven in die tijd veel storingen, bovendien was de doorvaartbreedte gering door het draaipunt. In 1950 werd de brug daarom vervangen door een ophaalbrug. In die tijd was Piet Kramer bruggenarchitect bij de Publieke Werken, De brug was van zijn hand, maar hij hoefde geen geheel nieuw ontwerp te maken. Een deel van het bovenstuk van de brug was namelijk afkomstig van de Overtoomse Sluis, waar een nieuwe brug was geplaatst. Kramers hand was tevens terug te vinden in het bijbehorend brugwachtershuisje en de bakstenen landhoofden. De brug deed nog geen twintig jaar dienst, want eind jaren zestig werd begonnen met het gereed maken van het omliggende terrein voor de aanleg van de IJ-tunnel. De Binnenhaven werd daarbij volledig gedempt. Ongeveer op de plaats van de oude draaibrug werd in 2005 de Zouthavenbrug gebouwd, even later gevolgd door het weer gedeeltelijk uitgraven van de Binnenhaven.

## Brug 269
Brug 269, ook wel Wormbrug, was een basculebrug in het midden van de Oostelijk Handelskade. Van de geschiedenis van deze brug is weinig bekend, anders dan hij gesloopt is. Ze lag ten noorden van de huidige Mariniersbrug, ongeveer waar zich thans de spoordijk bevindt.
<<< · 200 · 201 · 202 · 203 · 204 · 205 · 206 · 207 · 208 · 209 ·  210 · 211 · 212 · 213 · 214 · 215 · 216 · 217 · 218 · 220 · 221 · 222 · 223 · 224 · 225 · 226 · 227 · 228 · 228P · 229 · 230 · 231 · 232 · 233 · 234 · 235 · 236 · 237 · 238 · 239 ·  240 · 241 · 242 · 243 · 244 · 245 · 246 · 247 · 248 · 249 ·  250 · 251 · 252 · 253 · 254 · 255 · 256 · 257 · 258 · 259 · 260 · 261 · 262 · 263 · 264 · 265 · 266 · 267 · 270 · 271 · 272 · 273 · 274 · 275 · 277 · 278 · 279 · 280 · 281 · 283 · 285 · 286 · 287 · 288 · 289 · 290 · 291 · 292 · 293 · 295 · 296 · 297 · 298 · 299 · >>>
Brugnummers 219, 268, 269, 276, 282, 284, 294 zijn niet (meer) in omloop.